# Ellanjärvi
Ellanjärvi är en sjö i Finland. Den ligger i kommunen Enontekis i landskapet Lappland, i den norra delen av landet, 900 km norr om huvudstaden Helsingfors. Ellanjärvi ligger 257,8 meter över havet. Omgivningarna runt Ellanjärvi är i huvudsak ett öppet busklandskap. Arean är 28 hektar och strandlinjen är 2,84 kilometer lång. Sjön  ingår i Kemi älvs huvudavrinningsområde. 